# 松潘裸鲤
松潘裸鲤（学名：Gymnocypris potanini）为輻鰭魚綱鯉形目鲤科裸鲤属的鱼类，俗名白鱼、冷水鱼。在中国，分布于金沙江、澜沧江水系、青藏高原东部松潘、理县、黑水等岷江和大渡河上游、南坪九寨沟等。该物种的模式产地在松潘。體長可達15.5公分。

## 扩展阅读
維基物種上的相關：松潘裸鲤